# بادهای بسامان

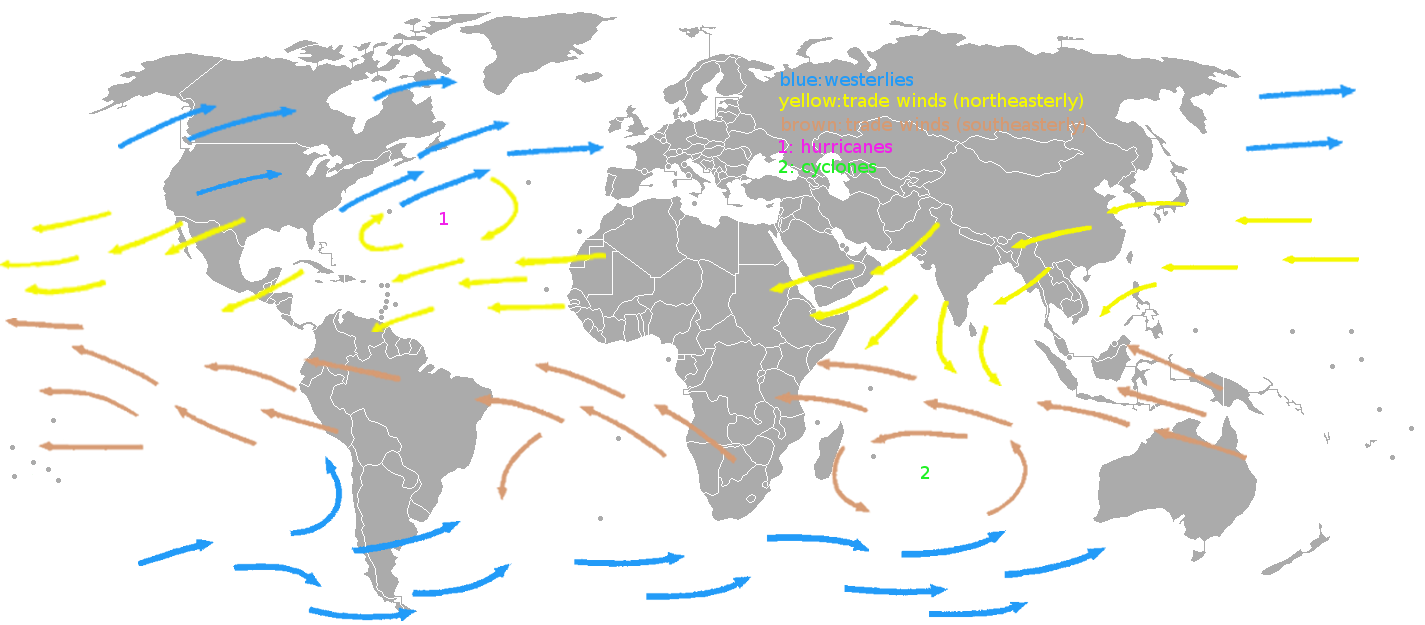
بادهای غرب‌وزان (آبی) و بادهای بسامان (زرد و قهوه‌ای)

نمایش سه‌بعدی سلول هادلی در ارتباط با بادهای بسامان

بادهای بسامان که بادهای تجارتی (به انگلیسی: Trade winds)، بادهای آلیزه (به فرانسوی: Alizé) و بادهای شرق‌وزان (easterlies) نیز نامیده می‌شوند، بادهایی هستند که از مناطق نیمه استوایی پرفشار به‌سوی مناطق استوایی کم‌فشار می‌وزند و بادهای غالب در مناطق گرمسیری استوایی هستند. این بادها در نیم‌کره‌های شمالی و جنوبی به ترتیب از شمال شرقی به جنوب‌غربی و از جنوب شرقی به شمال غربی در حال وزش هستند.
این بادها در بین منطقه پرفشار جنب‌حاره و همگرایی میان حاره‌ای در بخش اعظمی از این مناطق در تمام طول سال می‌وزند و با ثبات‌ترین بادهای کره زمین به‌شمار می‌روند. در نیم‌کره جنوبی به علت مداومت فشار زیاد جنب حاره، بادهای بسامان به‌طور منظم وزیده و طوقه‌ای را تشکیل می‌دهند. از این‌رو بسامان‌ها سطحی در نیم‌کره شمالی حالات منظم‌تر و قوی‌تری دارند.
وسعت نفوذ کمربند بسامان‌ها در نیم‌کره شمالی در حدود ۲۵۰۰ کیلومتر و در نیم‌کره جنوبی در حدود ۳۰۰۰ کیلومتر است. در سطح فوقانی کمربند گرمسیری در حدود ۱۰ کیلومتری از سطح زمین، بادهایی با جهت مخالف بادهای بسامان می‌خورند، که آنها را غرب‌وزان می‌گویند.